# Frágil equilibrio
Frágil equilibrio és una pel·lícula documental espanyola del 2016 escrita i dirigida per Guillermo García López i finançada amb micromecenatge. Es tracta d'una història del present que viatja a través de diverses cultures, llocs i societats i que mira cap al futur, reflexionant sobre el camí que està prenent l'ésser humà contemporani en els seus hàbits i costums i en la seva manera de relacionar-se amb el món.

## Sinopsi
El documental mostra tres històries de contradiccions que es desenvolupen en tres diferents llocs del planeta i en diferents àmbits socioculturals. D'una banda, un executiu japonès de Tòquio, la vida del qual es basa únicament en el seu treball per a una corporació; d'una altra, una comunitat subsahariana al Gurugú, a la frontera entre Àfrica i Europa, que se juga la vida un cop i una altra intenta creuar al Primer Món somiant amb un futur; i finalment, una família a Madrid que, malgrat els esforços laborals i econòmics acaba desnonada de la seva pròpia llar. No obstant això, aquestes contradiccions es poden trobar en qualsevol altre lloc, en qualsevol altra cultura. Tot això sota el guiatge de José Mujica com a narrador.

## Crítiques
| «                               | "La pel·lícula s'ha convertit en un d'aquests èxits íntims que a força d'estranys han acabat en simple miracle." | » |
| — Luis Martínez: Diari El Mundo | |   |

| «                          | "Gairebé compon una pel·lícula de ficció per l'increïble del seu àmbit i la destresa en mostrar-nos-el (...) Puntuació: ★★★★½ (sobre 5)" | » |
| — Eduardo Galán: Cinemanía | |   |

## Premis i nominacions
- Guanyadora del Goya a la millor pel·lícula documental (2017), nominada al Goya a la millor cançó original.[4][5]
- Guanyadora del premi Docs España al millor documental a la Seminci de 2016.[6]
- Menció especial a la Setmana de Cinema de Medina del Campo de 2017.[7]
- Premi del públic i premi del jurat al Cine Las Americas International Film Festival